# Tennistoernooi van Tokio 2008
Het tennistoernooi van Tokio van 2008 werd van 29 september tot en met 5 oktober 2008 gespeeld op de hardcourt-banen van het Ariake Tennis Forest Park (met overdekt center court genaamd Ariake Colosseum) in de Japanse hoofdstad Tokio. De officiële naam van het toernooi was AIG Japan Open.
Het toernooi bestond uit twee delen:
- WTA-toernooi van Japan 2008, het toernooi voor de vrouwen
- ATP-toernooi van Tokio 2008, het toernooi voor de mannen

Dit was de laatste editie van het tennistoernooi van Tokio waarin het WTA-toernooi van Japan deelnam. In 2009 werd het opgevolgd door het WTA-toernooi van Tokio (Pan Pacific).
ATP-toernooi van Tokio‎ – WTA-toernooi van Tokio

2000 · 
2001 · 
2002 · 
2003 · 
2004 · 
2005 · 
2006 · 
2007 · 
2008 · 
2009 · 
2010 · 
2011 · 
2012 · 
2013 · 
2014 · 
2015 · 
2016 · 
2017